# Глинський Микита
Микита Глинський — український громадський діяч. Член Української Центральної Ради 1-го та 2-го складу.